# Pandanus marginatus
Pandanus marginatus är en enhjärtbladig växtart som beskrevs av Harold St.John. Pandanus marginatus ingår i släktet Pandanus och familjen Pandanaceae. Inga underarter finns listade.